# Luzy-sur-Marne
Luzy-sur-Marne település Franciaországban, Haute-Marne megyében. Lakosainak száma 279 fő (2022. január 1.). Luzy-sur-Marne Foulain, Laville-aux-Bois, Neuilly-sur-Suize, Poulangy és Verbiesles községekkel határos.

## Népesség
A település népességének változása:
| Lakosok száma | 248  | 288  | 320  | 265  | 260  | 268  | 258  | 273  | 276  | 279  |
|               | 1968 | 1990 | 1999 | 2011 | 2013 | 2016 | 2017 | 2019 | 2020 | 2022 |